# Urophora pontica
Urophora pontica är en tvåvingeart som först beskrevs av Erich Martin Hering 1937.  Urophora pontica ingår i släktet Urophora och familjen borrflugor. Inga underarter finns listade i Catalogue of Life.